# Suzumiya Haruhi no Yūutsu
Suzumiya Haruhi no Yūutsu (涼宮ハルヒの憂鬱, lit. "A Melancolia de Haruhi Suzumiya"), é uma série de light novels escrita por Nagaru Tanigawa e ilustrada por Noizi Ito. A história tem como personagem principal Haruhi Suzumiya, uma colegial que faz um clube na sua escola para procurar fatos sobrenaturais obscuros como uma forma de se divertirem; Os personagens que circundam Haruhi Suzumiya acabam se envolvendo nesses acontecimentos sobrenaturais, sem necessariamente o envolvimento de Haruhi.
A história de Haruhi Suzumiya foi publicada originalmente na revista seinen The Sneaker, da editora japonesa Kadokawa Shoten. A partir daí, a história se foi publicada em diversos meios de comunicação, baseados nas primeiras histórias. Duas séries de mangá foram criadas, embora a primeira tenha sido descontinuada pouco tempo após ter começado. A segunda série ainda está sendo produzida no Japão.

## Enredo
A história tem como narrador o estudante com o apelido de "Kyon", um garoto do mesmo colégio de Haruhi Suzumiya. Kyon participa ativamente das atividades definidas por Haruhi, uma garota com hábitos excêntricos e que acaba envolvendo Kyon em toda uma miríade de eventos que ele tinha convencido a si mesmo que não existiam. Haruhi, na verdade é "Deus", e todos os personagens e eventos circundam este fato. Entre eles podemos citar a existência de viajantes do tempo, alienígenas, pessoas com poderes psíquicos. Todos estes temas são gerados pelas vontades de Haruhi (sem que a mesma nem os personagens à sua volta tenham qualquer noção do que ela realmente é). 
O anime envolve a rotina escolar, mas buscando uma abordagem de ficção-científica baseado no que uma adolescente que é "Deus" pode controlar e viver; Se por um lado os estudantes estão jogando uma partida de beisebol, pode haver uso de magia alienígena para alterar o resultado; Uma estudante mais velha pode na verdade ser uma viajante do tempo; 
Os episódios são postos de maneira não-linear, sendo que o que mais se encaixaria como um OVA foi exibido na televisão japonesa como o 1º episódio. Essa estratégia segue as linhas gerais do anime, nas quais a situação real dos personagens é revelada pouco a pouco, buscando surpreender o espectador.
Outros personagens a serem destacados são: Itsuki Koizumi, Mikuru Asahina  e Yuki Nagato.

## Mídias

### Light novels
Suzumiya Haruhi no Yūutsu foi escrita por Nagaru Tanigawara e ilustrada por Noizi Ito e publicadas originalmente na revista seinen The Sneaker, da editora japonesa Kadokawa Shoten. O primeiro livro publicado do romance pela Kadokawa Shoten em 6 de junho de 2003, e é o principal livro no qual o anime foi baseado. O romance tem 13 volumes e ainda está sendo produzido no Japão. Os títulos:
1. A Melancolia de Haruhi Suzumiya (涼宮ハルヒの憂鬱, Suzumiya Haruhi no Yuuutsu)
2. Os Suspiros de Haruhi Suzumiya (涼宮ハルヒの溜息, Suzumiya Haruhi no Tameiki)
3. O Tédio de Haruhi Suzumiya (涼宮ハルヒの退屈, Suzumiya Haruhi no Taikutsu)
4. O Desaparecimento de Haruhi Suzumiya (涼宮ハルヒの消失, Suzumiya Haruhi no Shōshitsu)
5. A Fúria de Haruhi Suzumiya(涼宮ハルヒの暴走, Suzumiya Haruhi no Bousou)
6. A Hesitação de Haruhi Suzumiya (涼宮ハルヒの動揺, Suzumiya Haruhi no Douyou)
7. O Esquema de Haruhi Suzumiya (涼宮ハルヒの陰謀, Suzumiya Haruhi no Inbō)
8. A Raiva de Haruhi Suzumiya (涼宮ハルヒの憤慨, Suzumiya Haruhi no Fungai)
9. 9 Dissociação de Haruhi Suzumiya (涼宮ハルヒの分裂, Suzumiya Haruhi no Bunretsu)
10. O Espanto de Haruhi Suzumiya (Primeira Parte) (涼宮ハルヒの驚愕 (前), Suzumiya Haruhi no Kyogaku (Zen))
11. O Espanto de Haruhi Suzumiya (Segunda Parte) (涼宮ハルヒの驚愕 (後), Suzumiya Haruhi no Kyogaku (Go))
12. A intuição de Haruhi Suzumiya (涼宮ハルヒの直観, Suzumiya Haruhi no Chokkan)
13. O teatro de Haruhi Suzumiya (涼宮ハルヒの劇場, Suzumiya Haruhi no Gekijō)

### Mangá
Existem 2 adaptações de mangá da série de livros Suzumiya Haruhi, sendo que as duas foram publicadas pela Kadokawa Shoten. A primeira, ilustrada por Mizuno Makoto, foi de Maio de 2004 até Dezembro de 2004, e a segunda, ilustrada por Gaku Tsugano, Começou em Novembro de 2005 e ainda está sendo produzida, com os dois primeiros volumes já lançados. Seu público alvo é mais jovem do que o dos livros nos quais foram baseados para expandir a base de fãs do desenho.
As duas adaptações para o mangá foram publicadas na Shounen Ace, mas a primeira foi cancelada após o primeiro volume ter sido lançado. As razões para isto foram o mangá ser consideravelmente diferente dos livros e ter pouca revisão do autor original. Além disso, o mangaka estava produzindo quadrinhos Hentai ao mesmo tempo, o que preocupou a editora que cancelou o mangá.

### Anime
A série animada de Suzumiya Haruhi, a qual foi exibida na televisão japonesa entre 2 de abril e 2006 e 2 de julho de 2006, teve um total de 14 episódios. O anime foi baseado principalmente no primeiro livro da série, mas também tem referências do terceiro, quinto e sexto livros, O Tédio de Haruhi Suzumiya (涼宮ハルヒの退屈, Suzumiya Haruhi no Taikutsu), A fúria de Haruhi Suzumiya (涼宮ハルヒの暴走, Suzumiya Haruhi no Bousou) e A agitação de Haruhi Suzumiya (涼宮ハルヒの動揺, Suzumiya Haruhi no Douyou), respectivamente. O anime também teve uma continuação, que consiste de uma junção do re-lançamento dos episódios de 2006 com episódios novos, lançada em 2009.

#### Episódios

##### 2006
| Título (em japonês)                                                        | Data original de exibição | Ordem anacrônica | Ordem cronológica | Ordem no DVD |
| -------------------------------------------------------------------------- | ------------------------- | ---------------- | ----------------- | ------------ |
| As aventuras de Mikuru Asahina - Episódio 00 (朝比奈ミクルの冒険Episode00) | 2 de Abril de 2006        | 01               | 11                | 01           |
| A Melancolia de Haruhi Suzumiya I (涼宮ハルヒの憂鬱Ｉ)                     | 9 de Abril de 2006        | 02               | 01                | 02           |
| A Melancolia de Haruhi Suzumiya II (涼宮ハルヒの憂鬱ＩＩ)                  | 16 de Abril de 2006       | 03               | 02                | 03           |
| O Tédio de Haruhi Suzumiya (涼宮ハルヒの退屈)                              | 23 de Abril de 2006       | 04               | 07                | 08           |
| A Melancolia de Haruhi Suzumiya III (涼宮ハルヒの憂鬱ＩＩＩ)               | 30 de Abril de 2006       | 05               | 03                | 04           |
| Síndrome da Ilha Remota (Parte I) (孤島症候群（前編))                      | 7 de Maio de 2006         | 06               | 09                | 10           |
| Sinal Misterioso (ミステリックサイン)                                      | 14 de Maio de 2006        | 07               | 08                | 09           |
| Síndrome da Ilha Remota (Parte II) (孤島症候群（後編))                     | 21 de Maio de 2006        | 08               | 10                | 11           |
| Algum Dia na Chuva (サムデイ イン ザ レイン)                               | 28 de Maio de 2006        | 09               | 14                | 14           |
| A Melancolia de Haruhi Suzumiya IV (涼宮ハルヒの憂鬱ＩＶ)                  | 4 de Junho de 2006        | 10               | 04                | 05           |
| O Dia de Sagitário (射手座の日)                                            | 11 de Junho de 2006       | 11               | 13                | 13           |
| Viva Vivo (ライブアライブ)                                                 | 18 de Junho de 2006       | 12               | 12                | 12           |
| A Melancolia de Haruhi Suzumiya V (涼宮ハルヒの憂鬱Ｖ)                     | 25 de Junho de 2006       | 13               | 05                | 06           |
| A Melancolia de Haruhi Suzumiya VI (涼宮ハルヒの憂鬱ＶＩ)                  | 2 de Julho de 2006        | 14               | 06                | 07           |

##### 2009
| #  | Título                                       | Título original                                                     | Data de exibição       |
| -- | -------------------------------------------- | ------------------------------------------------------------------- | ---------------------- |
| 01 | A Melancolia de Haruhi Suzumiya I            | 涼宮ハルヒの憂鬱Ｉ (Suzumiya Haruhi no Yuuutsu I)                   | 3 de Abril de 2009     |
| 02 | A Melancolia de Haruhi Suzumiya II           | 涼宮ハルヒの憂鬱ＩＩ (Suzumiya Haruhi no Yuuutsu II)                | 10 de Abril de 2009    |
| 03 | A Melancolia de Haruhi Suzumiya III          | 涼宮ハルヒの憂鬱ＩＩＩ (Suzumiya Haruhi no Yuuutsu III)             | 17 de Abril de 2009    |
| 04 | A Melancolia de Haruhi Suzumiya IV           | 涼宮ハルヒの憂鬱ＩＶ (Suzumiya Haruhi no Yuuutsu IV)                | 24 de Abril de 2009    |
| 05 | A Melancolia de Haruhi Suzumiya V            | 涼宮ハルヒの憂鬱Ｖ (Suzumiya Haruhi no Yuuutsu V)                   | 1 de Junho de 2009     |
| 06 | A Melancolia de Haruhi Suzumiya VI           | 涼宮ハルヒの憂鬱ＶＩ (Suzumiya Haruhi no Yuuutsu VI)                | 8 de Junho de 2009     |
| 07 | O Tédio de Haruhi Suzumiya                   | 涼宮ハルヒの退屈 (Suzumiya Haruhi no Taikutsu)                      | 15 de Junho de 2009    |
| 08 | Rapsódia da Folha de Bambu                   | 笹の葉ラプソディ (Sasa no Ha Rapusodi)                              | 22 de Junho de 2009    |
| 09 | Sinal Misterioso                             | ミステリックサイン (Misuterikku Sain)                               | 29 de Maio de 2009     |
| 10 | Síndrome da Ilha Remota (Parte I)            | 孤島症候群(前編) (Kotō Shōkōgun (Zenpen))                           | 5 de Junho de 2009     |
| 11 | Síndrome da Ilha Remota (Parte II)           | 孤島症候群(後編) Kotō Shōkōgun (Kōhen)                              | 12 de Junho de 2009    |
| 12 | Agosto Sem Fim                               | エンドレスエイト (Endoresu Eito)                                    | 19 de Junho de 2009    |
| 13 | Agosto Sem Fim                               | エンドレスエイト (Endoresu Eito)                                    | 26 de Junho de 2009    |
| 14 | Agosto Sem Fim                               | エンドレスエイト (Endoresu Eito)                                    | 3 de Julho de 2009     |
| 15 | Agosto Sem Fim                               | エンドレスエイト (Endoresu Eito)                                    | 10 de Julho de 2009    |
| 16 | Agosto Sem Fim                               | エンドレスエイト (Endoresu Eito)                                    | 17 de Julho de 2009    |
| 17 | Agosto Sem Fim                               | エンドレスエイト (Endoresu Eito)                                    | 24 de Julho de 2009    |
| 18 | Agosto Sem Fim                               | エンドレスエイト (Endoresu Eito)                                    | 31 de Julho de 2009    |
| 19 | Agosto Sem Fim                               | エンドレスエイト (Endoresu Eito)                                    | 7 de Agosto de 2009    |
| 20 | O Suspiro de Haruhi Suzumiya I               | 涼宮ハルヒの溜息Ｉ (Suzumiya Haruhi no Tameiki I)                   | 14 de Agosto de 2009   |
| 21 | O Suspiro de Haruhi Suzumiya II              | 涼宮ハルヒの溜息ＩＩ (Suzumiya Haruhi no Tameiki II)                | 21 de Agosto de 2009   |
| 22 | O Suspiro de Haruhi Suzumiya III             | 涼宮ハルヒの溜息ＩＩＩ (Suzumiya Haruhi no Tameiki III)             | 28 de Agosto de 2009   |
| 23 | O Suspiro de Haruhi Suzumiya IV              | 涼宮ハルヒの溜息ＩＶ (Suzumiya Haruhi no Tameiki IV)                | 4 de Setembro de 2009  |
| 24 | O Suspiro de Haruhi Suzumiya V               | 涼宮ハルヒの溜息Ｖ (Suzumiya Haruhi no Tameiki V)                   | 11 de Setembro de 2009 |
| 25 | As aventuras de Asahina Mikuru - Episódio 00 | 朝比奈ミクルの冒険 Episódio00 (Asahina Mikuru no Bōken Episódio 00) | 18 de Setembro de 2009 |
| 26 | Viva Vivo                                    | ライブアライブ (Raibu Araibu)                                       | 25 de Setembro de 2009 |
| 27 | O Dia de Sagitário                           | 射手座の日 (Iteza no Hi)                                            | 2 de Outubro de 2009   |
| 28 | Algum Dia na Chuva                           | サムデイ イン ザ レイン (Samudei in za Rein)                        | 9 de Outubro de 2009   |

#### Localização da série
O anime se dá em Nishinomiya, província de Hyogo, que é aonde se localiza a universidade Kwansei Gakuin, na qual Tanigawa Nagaru estudou. Nomes de estações reais de trem e times de beisebol foram alterados na série animada, como por exemplo:
- A Estação Kitaguchi, vista no anime, é na verdade a estação Hankyu Nishinomiya Kitaguchi.
- A Estação Kōyōen (光陽園駅) ganhou seu nome a partir da original estação Kōyōen (甲陽園駅), os quais têm apenas os kanjis como diferença.
- O time rival de beisebol, que aparece no episódio 4, Kamigahara Pirates (上ヶ原パイレーツ), tem o mesmo nome em kanji do time original, os Uegahara Pirates da Univerisade Kwansei Gakuin, sendo que apenas a leitura do primeiro kanji (上), é diferente.
- O Colégio do Norte, no qual Kyon, Haruhi e o restante dos membros da Brigada SOS estudam, tem como referência o Colégio Nishinomiya Kita.[2]

Além disso, diversas cenas do anime incluem vários retratos do cenário dentro e ao redor de Nishinomiya.

### Músicas
Temas de abertura
- A Lenda da Mikuru do Amor (恋のミクル伝説, Koi no Mikuru Densetsu) (Exibição de 2006 - Episódio 1) (Reexibição de 2009 - Episódio 25)
  - Vocais: Yuko Goto
- É uma aventura, certo, certo? (冒険でしょでしょ？, Bōken Desho Desho?) (Exibição de 2006-Episódio 2-9, 11-13)
  - Vocais: Aya Hirano
- Super Driver (Reexibição de 2009)
  - Vocais: Aya Hirano

Temas de encerramento
- Sol Sol e diversão (ハレ晴レユカイ, Hare Hare Yukai) (Episódios 1 ao 13)
  - Vocais: Aya Hirano (Haruhi Suzumiya), Minori Chihara (Yuki Nagato), e Yuko Goto (Mikuru Asahina)

Músicas dentro do anime
- God Knows… (Exibição de 2006 - Episódio 12) (Reexibição de 2009 - Episódio 26)
  - Vocais: Aya Hirano
- Lost my music (Exibição de 2006 - Episódio 12) (Reexibição de 2009 - Episódio 26)
  - Vocais: Aya Hirano

## Aceitação do público e fãs
A série atingiu uma grande popularidade e número de fãs, se tornando uma série cult de televisão. Em dezembro de 2006, "A Melancolia de Haruhi Suzumiya" foi quotada a série mais popular do Japão de acordo com a revista Newtype. Fãs da série chamam a si mesmo de "Haruhiístas" (similarmente ao modo como os fãs de Star Trek se chamam de Trekkies), e o movimento é denominado Haruhiísmo (ハルヒ主義, Haruhi shugi). Este conceito de Haruiísmo é retratado humorosamente como uma espécie de pseudoreligião, com Haruhi como deus.
As vendas de DVD no Japão têm sido fortes, com 70 000 a 90 000 unidades vendidas nos primeiros dois DVDs lançados em agosto de 2006. Uma pesquisa online feita em 2006 dos 100 animes prediletos de todos os tempos citou a série com um quarto lugar. As séries se tornaram um fenômeno na internet, tanto pelos fansubs que traduziram o desenho para o inglês, como por mais de 2 000 paródias e homenagens postas em sites que compartilham vídeos online, como o YouTube, fazendo com que a Sociedade Japonesa de defesa dos direitos dos autores, compositores e editores (Japanese Society for Rights of Authors, Composers and Publishers (JASRAC) requisitassem que o Youtube retirasse vídeos que estavam sobre a proteção de copyright.
Hare Hare Yukai entrou no 18º. lugar nas tabelas diárias da Oricon (mantém um ranking sobre os singles mais vendidos) em 10 de maio de 2006, atingindo seu auge em 12 de maio de 2006. Nas tabelas semanais da Oricon, o single entrou no 5º. lugar dos mais vendidos com 34 881 cópias do CD. Também foi vendido online e foi o 1o. lugar de vendas da Amazon japonesa. O Single de três músicas Suzumiya Haruhi no Tsumeawase (涼宮ハルヒの詰合) entrou na 9ª. posição do ranking diário da Oricon em 21 de junho de 2006; atingiu seu auge sendo com a 5ª. posição em 24 de Junho de 2006. No ranking semanal da Oricon, entrou como 5º. lugar dos mais vendidos com 32 499 CD vendidos.

### Brigada SOS
Em dezembro de 2006, a Bandai Entertainment registrou o website asosbrigade.com, o qual foi linkado para muitos sites importantes de anime como o Anime News Network durante a semana de 18 de dezembro. Em 22 de dezembro de 2006, o site recebeu uma atualização com um vídeo live action similar a uma produção feita por fãs, com Haruka Inoue e Akiyo Yamamoto nos papéis de Mikuru Asahina e Yuki Nagato e Haruhi Suzumiya sendo interpretada por Patricia Ja Lee. O vídeo confirmou (em japonês) os detalhes do licenciamento do desenho. Poucos dias depois, uma versão com legendas do vídeo substituiu o original no site, traduzindo o anúncio de licenciamento para o inglês. O website também era ligado a um blog do popular website MySpace, o qual entrou na lista das 50 páginas mais vistas do MySpace em menos de 24 horas.
Em 25 de dezembro de 2006, o website foi atualizado com uma mensagem de natal e um link para uma página (em japonês) que permitia que os usuários ouvissem e votassem para clipes das vozes das atrizes encenando o papel de Mikuru em inglês. Esta prática continuou com uma audição similar para a voz de Yuki, Itsuki, Kyon e Haruhi foram postadas nos dias que se sucederam. Não está claro se os resultados das audições afetarão a escolha dos dubladores, mas a segunda página de audição afirmou que as escolhas serão anotadas e levadas em consideração. As páginas de audição desde então ficaram offline.
Em 22 de janeiro de 2007, outra pesquisa foi colocada perguntado aos eleitores para escolherem qual a ordem que eles preferiam assistir a série, A ordem de Haruhi (cronológica) ou a de Kyon (anacrônica), a qual também foi retirada do site. A pesquisa atual, datada de 26 de janeiro, pergunta "Qual personagem você prefere ver em um traje de coelhinho?" E a lista tem como escolha Haruhi, Mikuru, Yuki, Kyon, Itsuki e Shamisen. Em 25 de janeiro de 2007, um novo vídeo da Brigada ASOS foi lançado o qual anuncia que o primeiro DVD da série seria lançado em 29 de maio de 2007.